# Kalwant Bhopal
Pour les articles homonymes, voir Bhopal (homonymie).
Kalwant Bhopal, née en 1950, est une professeure titulaire et directrice adjointe du Centre for Research in Race & Education de l'université de Birmingham. 
Elle est également l'autrice de plusieurs ouvrages. 

## Biographie
Kalwant Bhopal étudie la sociologie au cours de son premier cycle d'études universitaires puis, une fois diplômée, passee une formation d'enseignante. Elle obtient ensuite une maîtrise en sociologie à la London School of Economics avant de terminer son doctorat à l'Université de Bristol. Elle travaille comme associée de recherche à l'UCL pour la branche Enseignement. Elle y mène des recherches sur les expériences éducatives des Tsiganes et des gens du voyage britanniques.
Kalwant Bhopal travaille à la School of Education de l'Université de Southampton, à partir de 2006, où elle est professeure d'éducation et de justice sociale. En 2015, elle est nommée Championne de l'égalité et de la diversité pour la Faculté des sciences sociales, humaines et mathématiques de l'Université de Southampton. 
Kalwant Bhopal est professeure invitée à l'IUFM de l'université Harvard de 2017 à 2019 puis au King's College de Londres à partir de 2020. En 2017, elle quitte l'université de Southampton pour l'université de Birmingham. À Birmingham, elle est enseignante-chercheuse et directrice adjointe du Centre de recherche sur la race et l'éducation. En janvier 2020, elle est nommée directrice du Center for Research in Race & Education. Kalwant Bhopal reçoit la decoration de membre de l'Ordre de l'Empire britannique (MBE) en 2020 pour services rendus à l'égalité raciale dans l'éducation.

## Principaux thèmes de recherche
Kalwant Bhopal centre ses recherches sur les questions de la diversité et de l'étude des expériences des minorités ethniques dans le domaine de l'éducation.
Elle étudie les efforts considérables que le personnel des minorités noires et ethniques doit faire pour atteindre des niveaux plus élevés dans le milieu universitaire, et les expériences éducatives d'autres groupes sous-représentés, notamment les gitans et les gens du voyage. Elle étudie comment les aspects quotidiens de l'enseignement et de l'apprentissage servent à marginaliser certains groupes d'étudiants. Un résultat de ce travail est la création de recommandations sur la façon dont la race, la diversité et l'inclusion devraient être enseignées dans les cours de formation postdoctorale.
Elle traite également des questions de racisme et d'exclusion dans les milieux fréquentés majoritairement par les personnes blanches en Grande-Bretagne.
Son travail sert notamment à sensibiliser l'enseignement supérieur à ces problématiques et à améliorer la Race Equality Charter.  Cette charte a pour but d'aider à la représentation et la réussite des personnels et étudiants issus des minorités ethniques dans l'enseignement supérieur.

### Ouvrages
- (en) Kalwant Bhopal, Gender, 'Race' and Patriarchy : A Study of South Asian Women (Routledge Revivals), Routledge, 24 décembre 2018, 259 p.
- (en) Kalwant Bhopal et Martin Myers, Home Schooling and Home Education : Race, Class and Inequality (Routledge Research in International and Comparative Education), Routledge, 2 mai 2018, 142 p. (ISBN 978-1-138-65134-0)
- (en) Kalwant Bhopal, White privilege : The myth of a post-racial society, 6 avril 2018, 216 p. (ISBN 978-1-4473-3597-9)
- (en) Kalwant Bhopal et Farzana Shain, Neoliberalism and Education : Rearticulating Social Justice and Inclusion, Routledge, 2 octobre 2017, 210 p.
- (en) Kalwant Bhopal et Ross Deuchar, Young People and Social Control : Problems and Prospects from the Margins, Palgrave Macmillan, 20 juin 2017, 183 p. (ISBN 978-3-319-52907-3)
- (en) Kalwant Bhopal et Ross Deuchar, Researching Marginalized Groups (Routledge Advances in Research Methods Book 14), Routledge, 23 juillet 2015, 306 p. (ISBN 978-1-138-82403-4)
- (en) Kalwant Bhopal, The Experiences of Black and Minority Ethnic Academics : A comparative study of the unequal academy (Routledge Research in Higher Education), Routledge, 26 juin 2015, 174 p.
- (en) Kalwant Bhopal, Asian Women in Higher Education : Shared Communities, Trentham Books, 11 octobre 2010, 148 p. (ISBN 978-1-85856-469-2)
- (en) Kalwant Bhopal et Martin Myers, Insiders, Outsiders and Others : Gypsies and Identity, Hatfield, University Of Hertfordshire Press, 1er juin 2008, 256 p. (ISBN 978-1-902806-71-6, lire en ligne)

Bhopal est rédactrice en chef du Women's Studies International Forum (en), rédactrice en chef du British Journal of Sociology of Education (en), et siège à divers comités de rédaction, dont la revue Race Ethnicity and Education,,. Elle a également écrit pour The Conversation et Times Higher Education,.